# Septfontaines, Luxemburg
Septfontaines är en kommun i Luxemburg.   Den ligger i kantonen Canton de Capellen och distriktet Luxemburg, i den centrala delen av landet, 15 kilometer nordväst om huvudstaden Luxemburg. Antalet invånare är 833. Arean är 15,0 kvadratkilometer. Hobscheid.
Terrängen i Septfontaines är huvudsakligen platt.

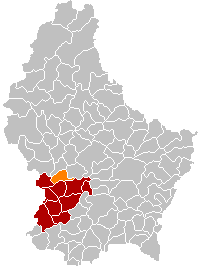
Septfontaines markerad med orange i karta över Luxemburg

Trakten runt Septfontaines består till största delen av jordbruksmark. Runt Septfontaines är det tätbefolkat, med 550 invånare per kvadratkilometer.